# The Manila Times
The Manila Times is de oudste nog bestaande Engelstalige krant in de Filipijnen. De krant wordt vanuit Manilla dagelijks uitgegeven door The Manila Times Publishing Corp.  
The Manilla Times werd opgericht op 11 oktober 1898, kort nadat het nieuws bekend werd dat het Verdrag van Parijs zou worden getekend. De Manilla Times presenteert zich tegenwoordig als de op drie na grootste krant van de Filipijnen op basis van oplage. Het verslaat hiermee de Manila Standard Today, maar is wel kleiner dan de Philippine Daily Inquirer, de Manila Bulletin en de Philippine Star.
De huidige uitgever en hoofdredacteur is Fred de la Rosa.